# Gigi da Mangueira
Regina Helena Esberard (Rio de Janeiro, 1 de setembro de 1945), conhecida como Gigi da Mangueira, é uma ex-passista, modelo, vedete e atriz brasileira.
Nascida em Copacabana, foi criada em Ipanema. Aos 14 anos começou a trabalhar numa confecção de roupas femininas e, a convite da dona da empresa, passou a desfilar. Da passarela passou ao teatro, levada por Carlos Machado. Estreou nos placos no espetáculo O Teu cabelo Não Nega, de 1963. Destacou-se entre as novatas por saber sambar, tendo frequentado a quadra da Estação Primeira de Mangueira desde que assistira a uma apresentação da escola no Liceu Franco-Brasileiro, onde estudava. Ao começar a vida artística, recebeu o apelido, dado pelo jornalista Eli Halfoun.
Desfilou pela Mangueira pela primeira vez como destaque, em 1961, quando a escola foi campeã com o enredo Reminiscências do Rio antigo. Mas só a partir de 1962 que se tornou passista. Primeira moça branca de classe média da Zona Sul carioca a entrar para o mundo das escolas de samba, defendeu a verde-e-rosa até 1983, interrompendo a sequência apenas em 1966, quando nasceu o seu segundo filho. Parceira de Mussum, ganhou destaque na imprensa por quebrar o estereótipo da passista negra e moradora do morro.
Como atriz, trabalhou no curta-metragem O Anjo, de Sílvio Autuori, mais tarde lançado como episódio do longa Quatro Contra o Mundo (1970). Gravou um compacto com os sambas Diz que Fui por Aí, de Zé Keti, e Água na Boca, do Cacique de Ramos
Abandonou os desfiles em 1984, quando foi inaugurada a Passarela do Samba. Voltou pela última vez em 1997, quando a Mangueira homenageou os Jogos Olímpicos com o enredo O olimpo é verde e rosa, porém não mais como passista e sim usando roupa da diretoria.